# SOM-Berthiot
SOM-Berthiot (également dénommée Société d'optique et de mécanique de haute précision ou encore Lacour-Berthiot) était une société française d'optique.
L'entreprise Claude Berthiot, devenue par la suite Lacour-Berthiot, fondée en 1857 était une entreprise familiale jusqu'au début du XXe siècle où elle est devenue société anonyme en 1908. En 1913, la société est reprise par Schneider et Cie et prend le nom de S.O.M. (Société d'Optique et de Mécanique de Haute Précision). Depuis lors, une partie de son activité était tournée vers des applications militaires. 
Ses deux usines principales étaient à Paris (125, boulevard Davout, dans le 20e arrondissement et 164, rue de la Croix-Nivert, dans le 15e arrondissement). En 1934, elle s’est agrandie de deux autres usines à Dijon (45, avenue Stalingrad et rue Nicolas-Berthot) en absorbant la société Fleury-Hermagis. 
La S.O.M. est surtout connue pour ses objectifs photographiques souvent sous le nom SOM-Berthiot, mais aussi pour d'autres marques. Dans les années 1950, avec un effectif dépassant le millier d'employés, elle est le plus grand fabricant français d'optique instrumentale.
Elle fusionne en 1964 avec la société Optique et précision de Levallois (OPL) pour donner naissance à la Société d'Optique, Précision, Electronique et Mécanique (SOPELEM), devenue ensuite la Société de Fabrication d'Instruments de Mesure (SFIM). Ne produisant plus que de l'optique militaire, elle intégré dans le groupe SAGEM en 1999-2000.

## Production
La liste exhaustive des objectifs photographiques et cinématographiques de la société est consultable sur Wikilivres. 